# Oasi di Baggero

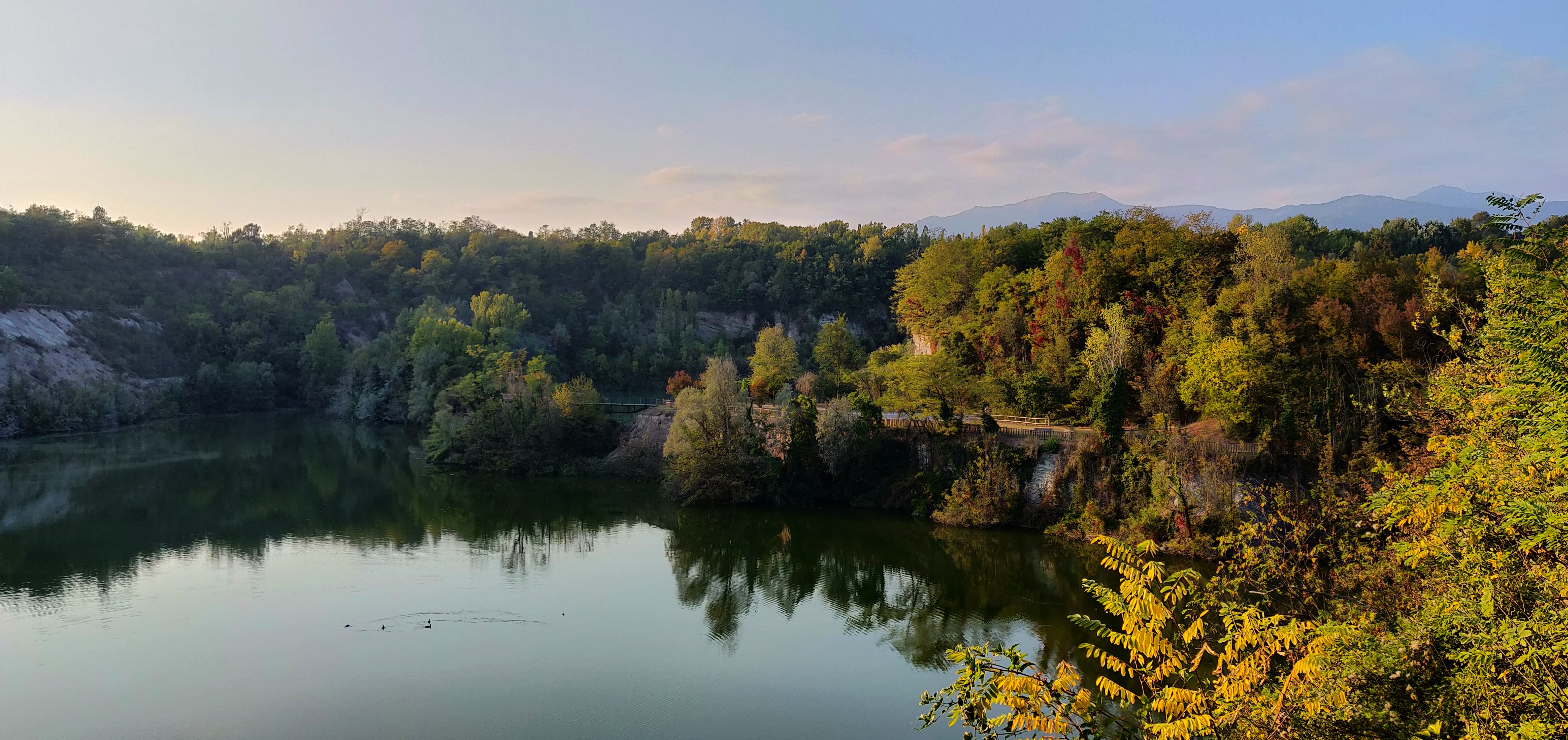

L'oasi di Baggero è una riserva naturale, composta da laghi, boschi e sentieri panoramici, all'interno del parco regionale della Valle del Lambro, che si distribuisce per 26 ettari su quattro comuni: Merone, Monguzzo, Lambrugo e Lurago d'Erba. 
Fino al termine degli anni '70, questo territorio era una cava, la quale è stata convertita in riserva naturale attraverso opere di bonifica, tra cui la messa in sicurezza della passeggiata e l'infoltimento boschivo.